# Utu (Käina)
Utu − wieś w Estonii, w prowincji Hiuma, w gminie Käina.